# 존 마틴 할로우

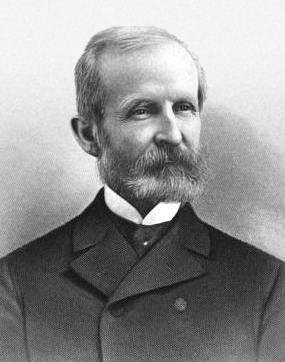

존 마틴 할로우(John Martyn Harlow, 1819 ~ 1907)는 미국의 의사이다. 주로 뇌 손상 생존자인 피니어스 게이지(Pineas Gage)와 게이지의 사고당시 치료 및 그 이후의 경과에 관한 그의 발표된 기록으로 잘 알려져 있다.

## 같이 보기
- 전두엽